# 臺南市私立黎明高級中學
方濟會學校財團法人臺南市黎明高級中學（英語：Catholic Franciscan School Li-Ming High School），又稱臺南市私立黎明高級中學，簡稱黎明中學或黎明高中，為一所位於中華民國臺南市麻豆區，由天主教方濟會所創辦的私立完全中學。原名為臺灣省臺南縣私立黎明初級中學，增設高中部後更為臺灣省臺南縣私立黎明高級中學，並於2012年更為現名。

## 校史
民國28年（1939年），位於天主教山東教區內之黎明小學，與教會之濟南德育中學合併為黎明學校，包辦小學與中學教育。
民國37年（1948年）8月，因國共內戰，濟南遭攻陷，且學校有教會之背景，故被中國人民解放軍接管；同年九月與私立懿範女中合併，改名為黎明中學
1958年，校區遷至泰安市泰安區山東農學院西側。
民國51年（1962年），方濟會苗克聖神父於中華民國臺灣省臺南縣麻豆鎮復校。民國52年（1963年），校舍動土奠基，校名奉准確立為「臺灣省臺南縣私立黎明初級中學」，聘高世英神父為校長，馬效賢神父為副校長。8月開始招生，收初中新生4班，聘用教職員工12人，於9月開學。
民國55年（1966年），第1屆初中生畢業，此時奉准試辦高中，並增設初中女生部。 又於民國56年（1967年）正式增設高中部，校名更為「臺灣省臺南縣私立黎明高級中學」。  
民國58年（1969年），為配合輔仁大學擴校計劃，擬改制為輔仁大學農學院，故停止招生並輔導原學生轉出；然教會認為當時在臺無增設農學院之需要，遂設院計劃終止，續辦中學。
民國69年（1980年），原屬臺南縣麻豆鎮公所之校地所有權正式過戶贈與。
民國71年（1982年），校長高世英神父於10月間中風，由副校長馬效賢神父代理校務。1988年：國中部奉準增招新生1班，共招生7班，高中新舊生合計31班，同年校長高世英神父、副校長馬效賢神父獲准辭職，校務由教務主任鄭文雄代理，並於1990年譚仲凱神父任校長。
民國86年（1997年）高、國中部各增招生1班，全校合計44班。
民國88年（1999年），校長譚仲凱神父退休；董事會遴聘林思川神父任代理校長。，並於2000年由黃鴻慶接任校長。
民國90年（2001年），由教務主任徐朝璋代理校長，並於同年6月初由林獻情接任校長。
民國92年（2003年），教務主任林志元代理校長，並於同年3月底接任校長。
民國96年（2007年），陳金城（曾任臺南一中教務主任、六信家商校長）接任校長。
民國100年（2011年），羅家強（曾任桃園市振聲高中教務主任、生命教育中心主任）接任校長；校名亦於2012年更為「方濟會學校財團法人臺南市黎明高級中學」。
民國102年（2013年），第49屆國中部始增設真班。
民國103年（2014年）11月12日：舉行新建校舍開工動土祈福典禮，預計興建新行政大樓、新國中部大樓、新高中部大樓、新電梯1座，並拆除舊國中部大樓、科學館大樓及舊行政大樓。並於同年12月正式動工；民國105年（2016年）8月國中部大樓、新行政大樓完工，舊國中部原地拆除興建新高中部大樓，同年9月：行政大樓拆除開始，全體學生於9月初放假3日，並於隔年寒假前3天補課，民國107年（2018年）6月8日：高中部大樓完工，同日舉辦完工典禮。

## 董事會
1963年：董事會成立；公推時任臺南教區羅光主教為董事長。
1969年：羅光主教調職臺北教區並請辭董事長一職；6月第2屆董事會成立，推請時新任臺南教區成世光主教為第2任董事長，並自第3至7屆董事會持續擔任。
1987年：成世光主教於第7屆董事會期間請辭董事長一職；董事會另推選天主教方濟會泰山會院院長張俊哲神父為第3任董事長。
1988年：第8屆董事會成立；張俊哲神父任董事長。
1991年：第9屆董事會成立；徐英發主教任董事長。
1994年：第10屆董事會成立；徐英發主教任董事長。
1997年：第11屆董事會成立；徐英發主教任董事長。
2000年：第12屆董事會成立；何正言神父任董事長。
2003年：第13屆董事會成立；高征財神父任董事長。
2007年：第14屆董事會成立；高征財神父任董事長。

## 校長
歷任校長列表如後：
| 任次 | 姓名   | 任期                        | 備註 |
| ---- | ------ | --------------------------- | --- |
| 1    | 高世英 | 1963年8月1日－1988年8月1日  | 1982年起由馬效賢副校長代理校務，職位保留。 1988年8月1日正副校長獲准辭職，職權由教務主任鄭文雄代理至1990年1月24日。 1990年1月24日由教務主任林志元代理至1990年3月1日。 |
| 2    | 譚仲凱 | 1990年3月1日－1999年8月1日  | |
| 3    | 林思川 | 1999年8月1日－2000年8月1日  | |
| 4    | 黃泓慶 | 2000年8月1日－2001年2月1日  | 2001年2月1日起，職權由教務主任徐朝璋代理至2001年6月1日。 |
| 5    | 林獻情 | 2001年6月1日－2003年3月1日  | 2003年3月1日起，職權由教務主任林志元代理至2003年4月1日。 |
| 6    | 林志元 | 2003年4月1日－2007年7月31日 | |
| 7    | 陳金城 | 2007年8月1日－2011年7月30日 | |
| 8    | 羅家強 | 2011年8月1日－2025年1月31日 | |
| 9    | 魏晧真 | 2025年2月1日－              | |

## 外部連結
- 臺南市私立黎明高級中學